# Freeline skates

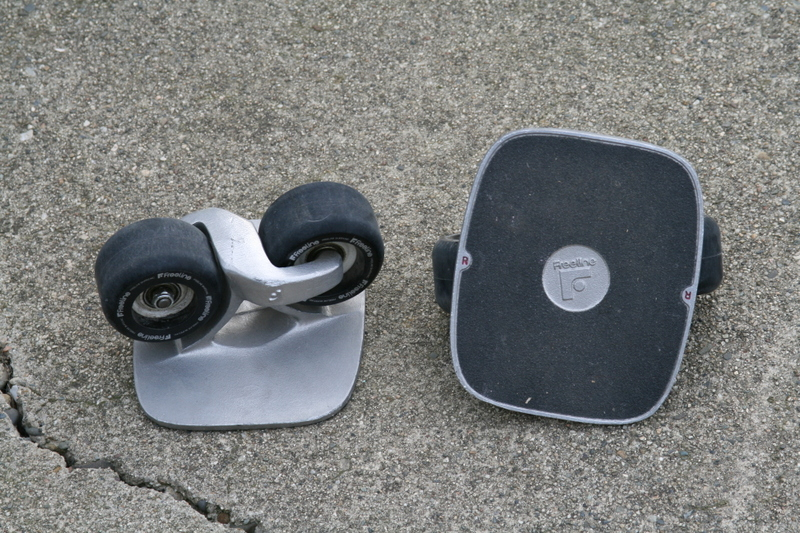
freeline skates - widok spodu i góry

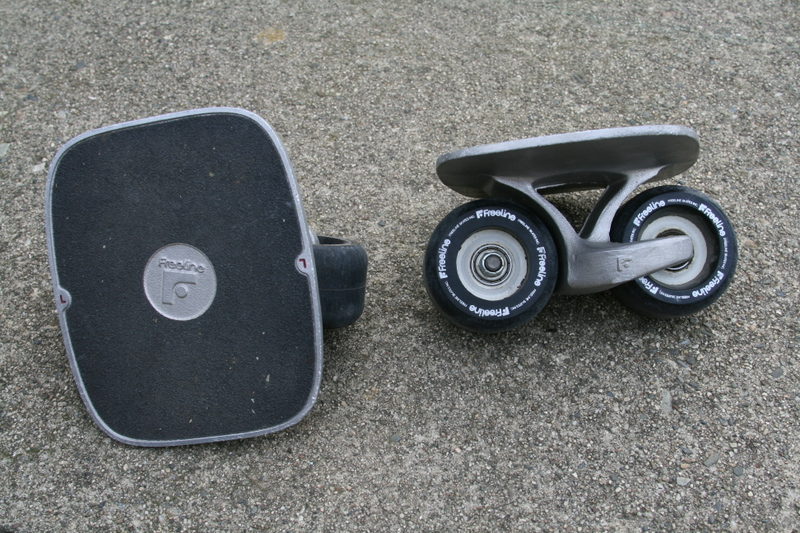
freeline skates - widok z góry i boku

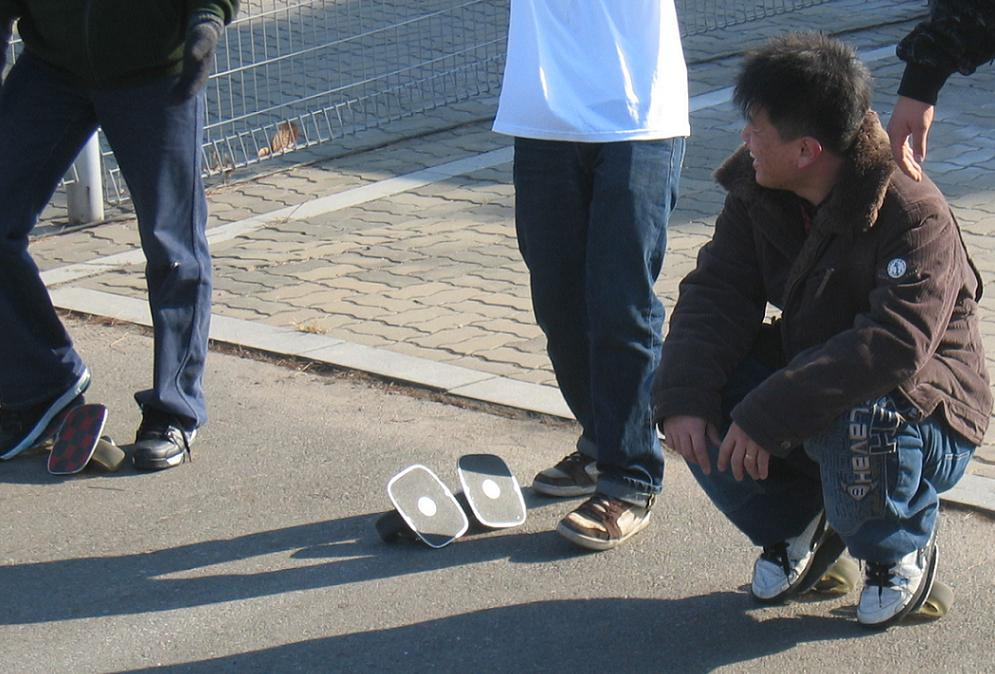
Odpoczywający wrotkarze Freeline skates w Seulu.

Freeline Skates to para wrotek jednośladowych których styl jazdy przypomina jazdę na deskorolce, snowboardzie, surfingu i łyżworolkach jednocześnie. Składają się one z dwóch metalowych płytek pokrytych papierem ściernym, będących bezpośrednio połączonych z pewną formą trucka. Sposób jazdy jest odmienny zarówno od wrotek jak i deskorolki, zasadą zbliżony do Streetsurfingu.

## Historia
Freeline Skates zostały wynalezione w 2003 roku w San Francisco. Ryan Farrelly próbował zaprojektować lepszy sprzęt do zjazdów downhill. Jako prototyp stworzył deskorolkę z czterema kółkami ułożonymi w rzędzie. Po kilku testach Farrelly uświadomił sobie że wygodniejszym rozwiązaniem będzie stanie każdą stopą na osobnym zestawie kółek.